# 天台南山無動寺建立和尚伝
天台南山無動寺建立和尚伝（てんだいなんざんむどうじこんりゅうおしょうでん）は、平安時代前期の天台宗の僧相応の伝記。通称『相応和尚伝』。書名は相応が比叡山に無動寺を創建したことによる。著者不詳。成立年代は延喜18年(918年)から延長元年（923年）までの間と推定されている。

## 概説
本書は相応の伝記史料のなかで最も詳細であるうえ、相応の没後間もない時期に成立したとみられることから、相応の伝記の根本史料とされている。ただし、そのまま史実とすることのできない霊験譚、怪異譚に満ちており、どの程度事実を反映しているのか判断し難い面もある。なお、本書が載せる霊験譚のうち、染殿皇后（藤原明子）に憑いた天狗（真済の後生とされる）を調伏する話が最も有名で、他の相応伝だけでなく、『古事談』や『宝物集』といった説話集にも採用され広く流布している。

## 成立
正確な成立年は不明だが、記述内容によってある程度まで推定できる。本書は延喜3年（903年）の保明親王誕生について「これ則ち儲の君宮なり」としているが、保明親王は延喜4年に2歳で「儲の君」＝皇太子となったものの、延長元年（923年）3月21日に薧去している。また、保明親王の母藤原穏子を「五条女御」と呼んでいるが、穏子は延長元年（923年）4月26日に中宮となっている。したがって、相応が没した延喜18年（918年）以後、延長元年までの間に書かれたと推定されるのである。
ただし、そのころ成立したのが現在伝わる形のものとは限らない。没後間もない時期に書かれたにしては、あまりに多くの霊験譚、怪異譚が載っており、後世に増補されて現在の形となった可能性も十分考えられる。
また、長久年間（1040年-1044年）に成立した『大日本国法華験記』巻上の五は「相応和尚は、その伝を見ず。ただし故老一両の伝言を聞けり」として、本書とはかなり異なる内容の伝記を載せている。このため『法華験記』著者が本書の存在を知らなかったか、あるいは本書が長久年間にはまだ成立していなかったかのいずれかだとされている。

## ほかの相応伝との関係
- 『大日本国法華験記』巻上の五

　「相応和尚は、その伝を見ず。ただし故老一両の伝言を聞けり」としており、本書とは別系統。メインとなる説話は、本書の延喜15年の項にある、不動明王に祈って都率天に昇る話と大筋で一致するが、相応を専ら葛川で不動法を行じてきた修験者で、老後に臨んではじめて法華経読誦といった天台宗の修行をするようになったとしている点が異なる。また、円仁の入室の弟子としている点も、本書が鎮操の弟子とするのと異なる。
- 『扶桑略記』巻二十四

　「相応和尚伝に云はく」として、本書のうち相応入滅前後の部分を載せる。
- 『拾遺往生伝』巻下の一

　本書の主要事項をぬき出したもの。掲載事項に関しては本書とほぼ同文だが、略述した部分もある。
- 『元亨釈書』巻十

　本書の主要事項をぬき出して略述したもの。掲載事項は『拾遺往生伝』とほぼ共通。

## 補注
1. ↑  比良山を流れる安曇川のこと。本書では貞観元年（859年）、安曇川の滝で3ヵ年安居に入ったとしているが、他の箇所には出ない。

## 出版物
- 『群書類従』第5輯（続群書類従完成会、1961年）